# Melzerodontia rasilis
Melzerodontia rasilis är en svampart som beskrevs av Hjortstam & Ryvarden 1997. Melzerodontia rasilis ingår i släktet Melzerodontia och familjen Corticiaceae.   Inga underarter finns listade i Catalogue of Life.